# Zero Kiryu
Zero Kiryu (錐生 零?, Kiryū Zero) è un personaggio del manga e anime Vampire Knight ideato da Matsuri Hino.

## Personaggio
Zero Kiryu, come Yuki, fa parte del comitato disciplinare ed è un Guardiano. Il primo incontro fra lui e Yuki avviene quando il Direttore Cross lo porta a casa sua e di Yuki dopo che la sua famiglia, una generazione di cacciatori di vampiri, fu ferocemente uccisa da una vampira di sangue puro, Shizuka Hiou. Sopravvisse solo il fratello gemello che la donna portò con sé.
Proprio per questo in Zero si è sviluppato un odio contro i vampiri ed ha chiesto insistentemente il ruolo di Guardiano, al fine di imparare tecniche più efficaci contro di essi, essendo fortemente convinto che i vampiri non potranno mai divenire veramente buoni o gentili. In verità Zero fu morso dalla vampira durante l'attacco alla sua famiglia ed era diventato lui stesso un vampiro, ma era riuscito a controllarsi fino ad adesso. Ma durante un attacco di sete perde il controllo, bevendo il sangue di Yuki, che, successivamente, pur di non farlo diventare una bestia assetata di sangue (livello E) gli offre il suo sangue ogni qualvolta Zero non riesce a tollerare la sete.
È particolarmente protettivo nei confronti di Yuki, di cui è innamorato, anche se i due si trovano spesso a litigare, non sopporta le numerose attenzioni di Kaname nei confronti della ragazza, e al tempo stesso si sente in colpa di fare una cosa tanto orribile quale bere il sangue della stessa. La sua arma preferita è una pistola, Bloody Rose, e fece promettere a Yuki che quest'ultima avrebbe dovuto ucciderlo proprio con questa pistola se fosse giunto al livello E di vampiro, ovvero quando i vampiri perdono la capacità razionale e sono solamente delle incontrollate bestie assetate di sangue.
Alla fine grazie a Kaname riceverà un nuovo potere con il quale salverà la ragazza che ama da Rido (la persona che uccise i genitori di Yuki e Kaname, nonché loro zio). Lei si renderà conto dei sentimenti di Zero dopo aver bevuto il sangue di quest'ultimo (infatti i vampiri riescono a comprendere i sentimenti di una persona bevendone il sangue). Tuttavia lei decide di andare via con Kaname verso la fine del manga. Zero la ricorderà con la promessa di rincontrarla per ucciderla.